# Kaat Tilley
Kaat Tilley (Mechelen, 20 september 1959 – Asbeek, 22 juni 2012) was een Belgische modeontwerpster. Haar werk werd getypeerd door dromerige en feeërieke ontwerpen met zachte en vloeiende lijnen.

## Biografie
Kaat Tilley groeide op in Kapelle-op-den-Bos en was als kind verzot op sprookjes. De ongenaakbaarheid, de kracht, de schoonheid en de breekbaarheid van de sprookjesfiguur Sneeuwwitje werd haar handelsmerk. Tilley zou hier regelmatig naar verwijzen in haar latere beeldend werk.
Tilley was gekend voor haar romantische tot sprookjesachtige kleding maar ze ontwierp ook juwelencollecties, verlichting, meubelen, interieurstoffen,  uniformen en kostuums voor films en musicals.
Haar ontwerpen werden gedragen door enkele bekende sterren waaronder Naomi Campbell, Diana Ross, Dulce Pontes, Halle Berry, Barbra Streisand en Melanie Griffith.
De laatste tien jaar van haar leven woonde en werkte ze in een verbouwde watermolen in Asbeek.

## Studies en levensloop
Kaat Tilley studeerde plastische kunsten en schilderkunst aan Sint-Lucas Brussel. Nadien volgde ze aan de Antwerpse mode-academie de opleiding Mode en theaterkostuum. In 1983 studeerde ze Cum Laude af met de collectie “Mahler en Venetië”.  Ze was Laureate van de Gouden speel en van de Internationale Linnenwedstrijd ‘Fil d’Or’.
In 1989 werd bij Kaat Tilley Lymfeklierkanker vastgesteld. Eerder in datzelfde jaar opende ze ook een winkel in de Koningsgalerij te Brussel. Ze had verschillende kledingcollecties onder andere Back Lines, een collectie met trouw- en feestkledij en Inner & Earthings, een ready-to-wear vrouwencollectie. Daarnaast was er nog de Escape line dit was een collectie die uit gebracht werd in een goedkopere stof, Jersey, en uitvoering. In 1993 tekende zij de kostuums voor de film Antoine. Haar kinderlijn Frederiek werd opgestart in 1995. Deze kindercollectie is vernoemd naar haar vader, daar de collectie opgestart is kort na de dood van haar vader. Deze kindercollectie werd ook verkocht in Galeries Lafayette in Parijs. Daarnaast had ze in 1997 haar eerste show op de Parijse prêt-à-porter week.
Kaat Tilley ontwierp niet enkel kleding maar ze ging ook een samenwerking aan met Ad Lumen. Hiervoor ontwierp ze haar eerste verlichtingscollectie die aansluit bij de stijl van haar kledingstijl. De lampen werden gekenmerkt door expressieve en vloeiende lijnen. De lampen zijn uitgevoerd in koper en inox. Het glas voor de lampen was mondgeblazen, wat ervoor zorgde dat deze telkens uniek en verschillend van vorm waren. Het koper heeft dan weer door de verwarming een intense rode kleur gekregen in verschillende schakeringen, waar er geen gelijkvormigheid is en er diepte gecreëerd werd. De verlichtingscollectie maakte deel uit van een nieuwe manier van werken van Ad Lumen. Hierbij deden ze beroep op ontwerpers die niets met design en verlichting te maken hebben. Daarnaast creëerde ze ook een Fashion room voor het Royal Windsor hotel getypeerd door een kalkwitte kleur.
Intussen werd ze een gevestigde waarde, getuige de retrospectieve tentoonstelling georganiseerd in het Kasteel van Gaasbeek in 2005. Haar nieuwe wintercollectie inspireerde ze dan ook op de laatste bewoonster van het kasteel; markiezin Arconati Visconti.
In 2007 werkte Kaat Tilley opnieuw samen met een merk buiten de modescene. Ze werd namelijk gevraagd om de haarlakspuitbus Elnett van L’Oréal te verfraaien met een tekening. Ze wou hierbij een gesofisticeerde, bijzonder vrouwelijke maar vooral bevrijde vrouw naar voren laten komen in haar ontwerp.
Kaat Tilley organiseerde vanaf 2007 exposities/belevenissen op haar domein, een vroegere watermolen, in Asbeek (Asse). Tijdens deze evenementen werden haar creaties tentoongesteld maar werden er ook prototypes en schilderijen van haar verkocht. In 2009 was het centrale thema van deze expositie/belevenis Albino. Waar de tentoonstellingen de vorige twee jaar voornamelijk retrospectief getint waren, toonde ze in 2009 uitsluitend nieuwe creaties.

Na een faillissement van haar winkels in Brussel en Antwerpen in 2009 werd er na twee jaar gestart met een herlancering. Onder de naam Salon de Rencontre Belle Boudoir wordt er een volledige belevingswereld/ervaring gecreëerd. Ze wou hierbij feest -en bruidskleding, juwelen, de kindercollectie, verlichting en meubels aanbieden op een exclusief kamerniveau. In de salons was er een permante collectie te koop waarbij er elke maand nieuwe creaties bijkomen die thematisch opgezet werden. De kleding werd handgemaakt en kon op maat vervaardigd worden.
Schoonheid is voor mij een uiting van onze poging lelijkheid en tristesse te overwinnen en een glimlach te creëren. We worden elke dag geconfronteerd met oorlog. Ik vind het belangrijk een verhaal te brengen dat daar een tegenovergesteld gevoel aan geeft en erop te wijzen dat schoonheid bestaat— Kaat Tilley

## Overlijden
Op 21 juni 2012 overleed ze onverwachts aan een longontsteking door een Pneumokokken-infectie. De uitvaartplechtigheid van de ontwerpster vond plaats op 28 juni in intieme kring op haar domein in Asbeek. Voor haar overlijden had ze nog verschillende lopende projecten. Zo ontwierp nog de uniformen voor het cabinepersoneel van Thomas Cook Airlines Belgium en was er de collectie voor de kledingketen JBC. Daarnaast was ze nog bezig met het kostuumontwerp voor de musical Peter Pan. De ontwerpen werden verder afgewerkt door haar dochters Rebekka en Epiphany.
In september 2012 organiseerden de twee dochters bij wijze van afscheid een verkoop van collectie- en archiefstukken. Ze namen ook het modebedrijf over en ze creëerden onder andere de prêt-à-porter collecties Heaven in 2013 en Earth in 2014. De Heaven collectie werd gemaakt in de sfeer en stijl van Kaat Tilley. Hiermee wouden de dochters laten zien dat het Label Kaat Tilley bleef bestaan. De collectie Earth van 2014 toonde dan weer de visie en het eigen perspectief van de twee dochters op het label.
In 2014 werd door vzw Het Forum van Vlaamse vrouwen de overzichtstentoonstelling “Tussen Hemel en Aarde” rond Kaat Tilley georganiseerd. Deze ging door in het Augustijnenklooster te Gent. Hiermee wouden haar dochters een eerbetoon brengen aan hu overleden moeder. Op de tentoonstelling werden modecreaties, schilderijen, sculpturen en schetsboeken getoond.
In 2017 beslisten Rebekka en Epiphany om het modemerk on hold te zetten om hun eigen weg te gaan. Hiermee samenhangend werd ook het domein van hun moeder in Asbeek verkocht.